# 南島原市立西有家小学校
南島原市立西有家小学校（みなみしまばらしりつ にしありえしょうがっこう）は、長崎県南島原市西有家町須川にある公立小学校。

## 概要
歴史
1873年（明治6年）に「須川（すかわ）小学校」として開校。2013年（平成25年）に創立140周年を迎えた。
校訓
「勤労・勉学・大志」
学校教育目標
「心身ともに健康で、明るく賢く心の美しい子どもの育成を図る」
校章
1979年（昭和54年）に制定。
校歌
作詞は島内八郎、作曲は山口健作による。歌詞は3番まであり、各番に校名の「西有家小学校」が登場する。
校区
南島原市西有家町全域。中学校区は南島原市立西有家中学校。

## 沿革前史
- 1665年（寛文5年） - 有家村が有田村・町（まち）村・隈田村の3村に分かれ有家3カ村と呼ばれるようになる。
- 1871年（明治4年）
  - 7月 - 廃藩置県により島原県の管轄となる。
  - 11月 - 長崎県に統合される。
- 1872年（明治5年）8月 - 学制が公布される。

正史
- 1873年（明治6年）3月8日 - 隈田村須川名字八田大迫に平屋建てのわら葺き1棟を校舎として「第五大学区第三中学区[3]須川小学校」が開校。児童数は50名あまり。
- 1874年（明治7年）
  - 6月1日 - 「第五大学区第三中学区須川小学校」に改称。
  - 7月7日 - 暴風雨で校舎が倒壊し移転を余儀なくされる。
- 1875年（明治8年）11月 - 須川名字下八田小波止御倉屋敷に校舎が完成し移転。
- 1876年（明治9年）- 有家3カ村が西有家村と東有家村の2村に統合再編される。
  - 有田村と町村の2名[4]（中須川名・小川名）が東有家村となる。
  - 隈田村の5名[4]（里坊名・須川名・龍石名・長野名・久保名）と町村の2名（慈恩寺名・見岳名）が西有家村となる。
- 1877年（明治10年）
  - 6月4日 - 学区改正[5]により、「第五大学区第二中学区[6]須川小学校」に改称。
  - 8月26日 - 暴風により再度校舎が倒壊したため、龍泉寺の隠居屋敷を仮校舎とする。
  - 同年 - 飛町に移転するもわずか5日で類焼。
  - 11月 - 須川名下八田にある八田屋の屋敷を仮校舎とする。
- 1878年（明治11年）12月24日 - 郡制の施行に伴い学区が改正され、「南高来郡 隈田部[7] 須川小学校」となる。
- 1879年（明治12年）- 西有家村の久保名が東有家村に統合される。
- 1880年（明治13年）12月30日 - 須川名字五反田に木造2階建ての校舎が完成し、「南高来郡 隈田部 詳精小学校」に改称。
- 1881年（明治14年）4月 - 修業年限が4年となる。
- 1882年（明治15年）5月 - 教育令の改正により「西有家学区公立中等詳精小学校」と改称。
- 1883年（明治16年）12月 - 龍石小学校を統合し、龍石分校とする。
- 1884年（明治17年）10月 - 「西有家学区公立中等西有家小学校」と改称。
- 1886年（明治19年）
  - 9月 - 龍石分校を廃止（この後1888年（明治21年）に簡易慈恩寺小学校龍石分校として再開される）。
  - 10月5日 - 小学校令の施行により、尋常科（修業年限4年）を設置の上「西有家学区 尋常西有家小学校」に改称。
  - この年 - （長崎県）第七高等小学校（修業年限4年）が東有家村中須川名字堤156番地3[8]に設置される。（旧十八銀行有家支店跡地[9]）
    - 第七高等小学校は西有家村を含む6村の児童を対象としていた[10]。
- 1889年（明治22年）4月 - 町村制の実施により、西有家村立の小学校となる。校舎がせまく階上に増築。
- 1891年（明治24年）12月 - 校舎を増築。
- 1892年（明治25年）10月 - 小学校令の改正により、「西有家尋常小学校」と改称（「尋常」の位置が変わる）。
- 1893年（明治26年）-（長崎県）第七高等小学校が廃止される。跡地に東有家村・西有家村・堂崎村三村学校組合有家高等小学校が設置される。
- 1899年（明治32年）- 本多重基の倉庫を分教室とする。
- 1900年（明治33年）- 2階建て校舎を増築。
- 1901年（明治34年）- 西川碧所有の倉庫を分教室とする。
- 1903年（明治36年）11月 - 初代校長に中村直三郎が就任。
- 1904年（明治37年）- 児童数の増加により、二部授業を行う。
- 1905年（明治38年）- 本多重基所有の倉庫を分教室とする。
- 1908年（明治41年）4月 - 義務教育年限が4年から6年に延長されたことにより、尋常科5年を新設。
- 1909年（明治42年）4月 - 尋常科6年を新設。
- 1912年（明治45年）
  - 3月 - 東有家村・西有家村・堂崎村三村学校組合立有家高等小学校が廃止される。
  - 4月1日 - 有家高等小学校の廃止に伴い、高等科を併設の上「西有家尋常高等小学校」と改称（尋常科6年・高等科2年）。
- 1920年（大正9年）11月 - 西有家実業補習学校が併設される。
- 1926年（大正15年）7月 - 併設の実業補習学校が「青年訓練認定 西有家実業補習学校」に改称。
- 1927年（昭和2年）4月1日 - 西有家村が町制施行により西有家町となったため、西有家町立の小学校となる。
  - 教室不足により、尋常科1年において二部授業を実施。
- 1929年（昭和4年）3月 - 6教室が完成し、二部授業を解消。
- 1933年（昭和8年）4月1日 - 西有家町内の小学校に併設されていた実業補習学校5校が「青年訓練認定 西有家実業補習学校」1校に統合される。
- 1934年（昭和9年）4月1日 - 再び教室が不足するようになり、二部授業を実施。
- 1935年（昭和10年）10月1日 - 青年学校令の施行により、併設の実業補習学校が「西有家青年学校」となる。
- 1941年（昭和16年）4月1日 - 国民学校令の施行に伴い、「西有家町西有家国民学校」と改称。尋常科を初等科に改める（初等科6年・高等科2年）。
- 1944年（昭和19年）11月15日 - 西有家青年学校が「西有家高等実業青年学校」に改組される。
- 1947年（昭和22年）4月1日 - 学制改革（六・三制の実施）が行われる。
  - 西有家国民学校の初等科が改組され、「西有家町立西有家小学校」となる。
  - 西有家国民学校の高等科が青年学校の普通科とともに改組され、新制中学校「西有家町立西有家中学校」となる。
- 1949年（昭和24年）- 1974年（昭和49年）までの沿革は不明[11]。
- 1974年（昭和49年）5月23日 - 創立100周年記念式典を挙行。
- 1975年（昭和50年）12月9日 - 旧西有家中学校跡地に小学校の新校舎の建設が開始。
- 1976年（昭和51年）
  - 8月18日 - 須川33番地に新校舎が完成。
  - 9月1日 - 新校舎に移転完了。
  - 11月30日 - 旧校舎の解体を完了。
- 1977年（昭和52年）3月30日 - 旧校舎跡地に運動場を整備。
- 1978年（昭和53年）5月20日 - 体育館が完成。
- 1979年（昭和54年）12月1日 - 校章を制定。
- 1983年（昭和58年）10月2日 - 校旗が寄贈される。
- 1985年（昭和60年）11月 - 岩石園が完成。
- 1986年（昭和61年）3月31日 - 運動場を拡張。
- 1987年（昭和62年）
  - 1月 - 特殊学級を一時休級。
  - 4月1日 - 特殊学級を再開。
  - 9月 - 運動場を改修。
- 2006年（平成18年）3月31日 - 南島原市の発足に伴い、「南島原市立西有家小学校」（現校名）に改称。
- 2016年（平成28年）
  - 1月24日 - 現・西有家小学校の閉校式を挙行[12]。
  - 4月1日 - 西有家地区の小学校5校（西有家・龍石・見岳・慈恩寺・長野）が統合され（新）「南島原市立西有家小学校」が開校。

## 交通アクセス
最寄りのバス停
- 島鉄バス 「西有家中学校前」バス停

最寄りの国道・県道
- 国道251号（島原街道）

最寄りの鉄道駅
- かつては島原鉄道島原鉄道線「西有家駅」があったが、2008年（平成20年）3月末に廃止された。

## 周辺
- 南島原市役所本庁
- 南島原市立西有家中学校
- 南島原市立西有家学校給食センター
- 長崎県立島原翔南高等学校（旧・長崎県立島原南高等学校）
- 西有家保育園
- 西有家郵便局
- 十八親和銀行西有家支店

## 著名な出身者
- 近藤健一（元サッカー選手）
- 稲葉早生（バレーボール選手：トヨタ車体クインシーズ）

## 参考資料
- 「西有家町郷土誌」（1998年（平成10年）3月1日発行, 西有家町）p.579 -
- 「長崎新聞に見る長崎県戦後50年史（1945～1995）」（1995年（平成7年）8月9日発行, 長崎新聞社）「西有家町」